# Biotechnologia

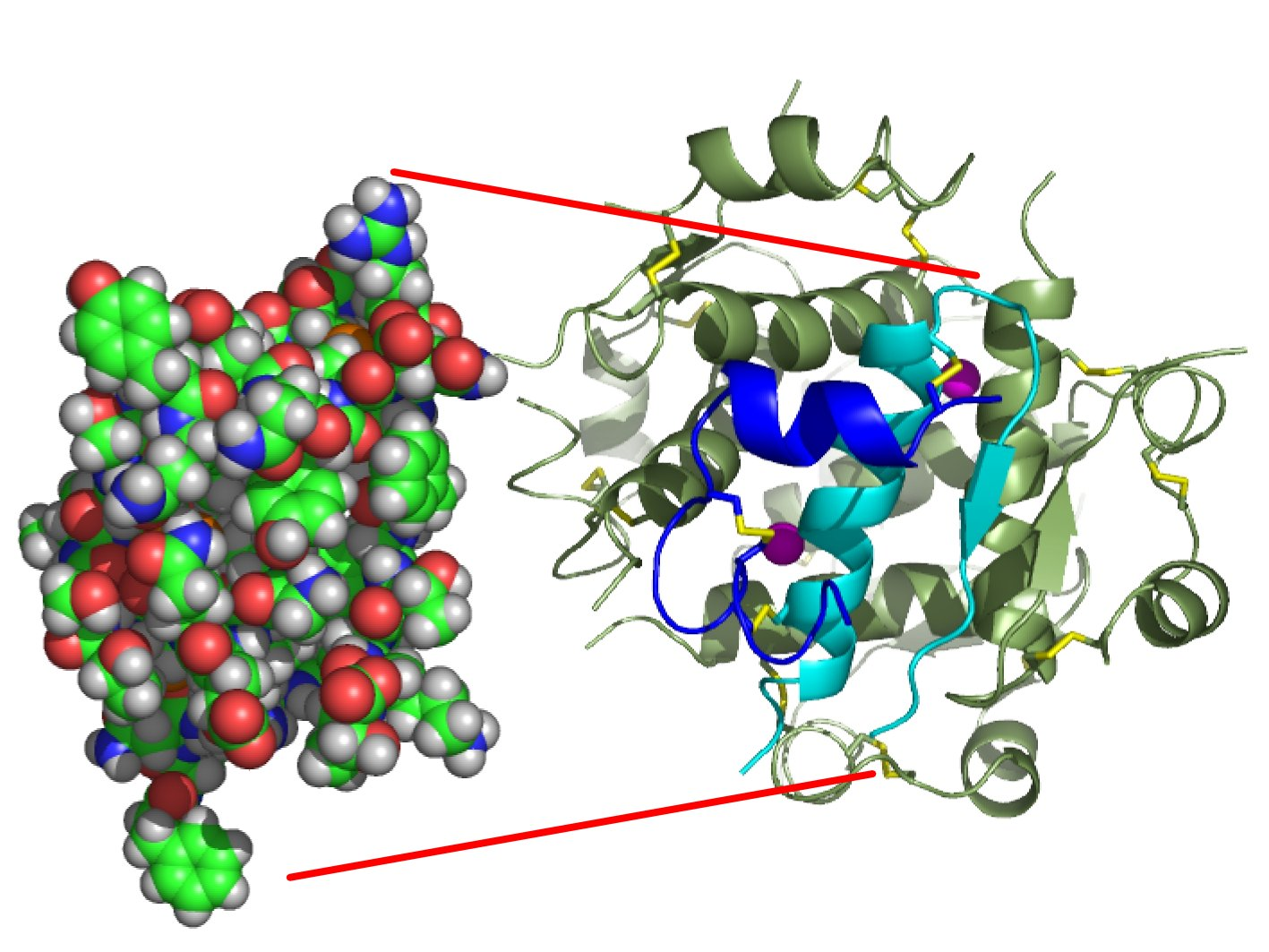
Cząsteczka insuliny

Biotechnologia – interdyscyplinarna dziedzina nauki, wykorzystująca procesy biologiczne na skalę przemysłową.
Konwencja o różnorodności biologicznej ONZ podaje jedną z najszerszych definicji:
Biotechnologia to używanie układów biologicznych, organizmów żywych lub ich składników w celu wytwarzania lub modyfikowania produktów lub procesów w określonym zastosowaniu.

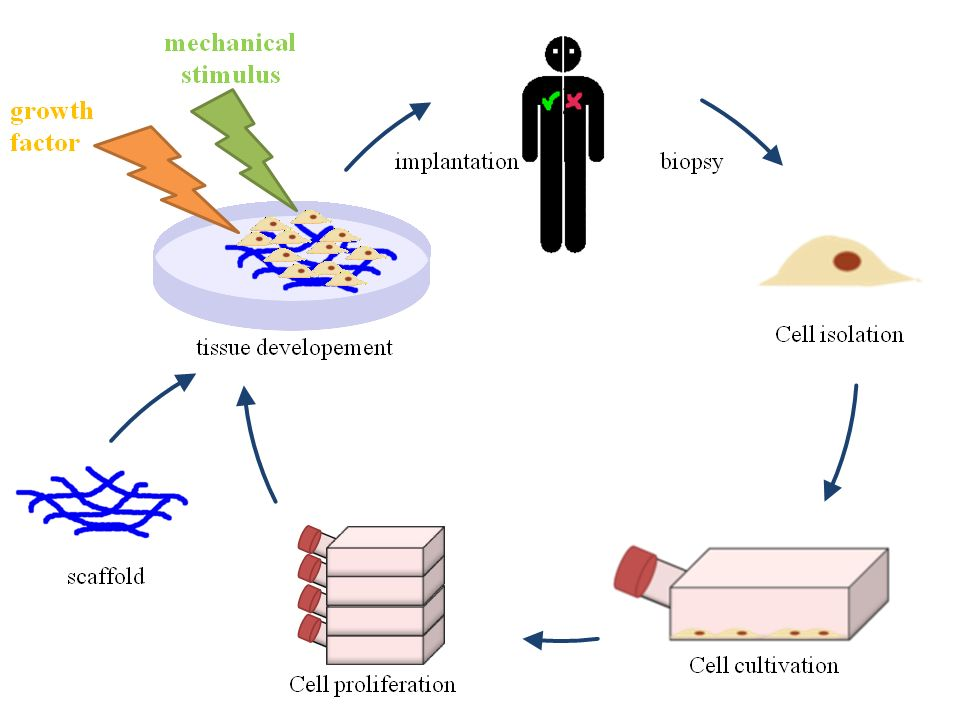
Podstawy inżynierii tkanek

Metody z zakresu biotechnologii są wykorzystywane od tysięcy lat. Przykładowo produkcja piwa jest procesem biotechnologicznym, w którym wykorzystuje się fermentację cukrów prostych przez drożdże. W wyniku niedostatecznej ilości tlenu utlenianie jest niezupełne i następuje fermentacja. Innym przykładem jest produkcja przetworów mlecznych.
Zdolność części bakterii do akumulacji w swoich komórkach niektórych metali wykorzystywana jest w górnictwie do bioługowania. Biotechnologia znajduje także zastosowanie w recyklingu i oczyszczaniu środowiska z zanieczyszczeń (bioremediacja) oraz produkcji broni biologicznej. Produktami biotechnologii używanymi w genetyce i medycynie są także chipy DNA i wektory dla znaczników promieniotwórczych używanych w medycynie nuklearnej.
Nowoczesna biotechnologia jest często związana z użyciem genetycznie zmodyfikowanych organizmów (GMO), na przykład pałeczki okrężnicy albo drożdży do produkcji insuliny i antybiotyków. Genetycznie zmienione komórki ssaków, wśród nich komórki jajnikowe chomika chińskiego (CHO, od ang. Chinese hamster ovary) są stosowane w produkcji lekarstw.

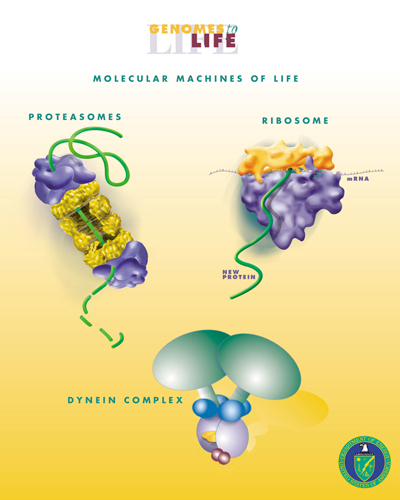
Biologiczne maszyny molekularne

Metody wykorzystywane w biotechnologii pozwalają na uzyskiwanie transgenicznych zwierząt i transgenicznych roślin. Przykładem jest projektowanie roślin mogących rozwijać się w specyficznych warunkach, na przykład przy obecności lub braku pewnych związków chemicznych. Z „zieloną biotechnologią” wiązane są nadzieje, że może ona być bardziej przyjazna środowisku niż rolnictwo wysokotowarowe, między innymi dzięki uprawie zaprojektowanych roślin produkujących pestycydy, co wyeliminuje potrzebę ich zewnętrznego stosowania (kukurydza Bt).
Przykładem zastosowania biotechnologii w przemyśle jest projektowanie organizmów produkujących pożądane związki chemiczne.

## Kalendarium
- 6000 p.n.e. – produkcja piwa, wina, chleba z użyciem drożdży[8]
- 4000 p.n.e. – produkcja w Chinach jogurtu i sera z użyciem bakterii produkujących kwas mlekowy

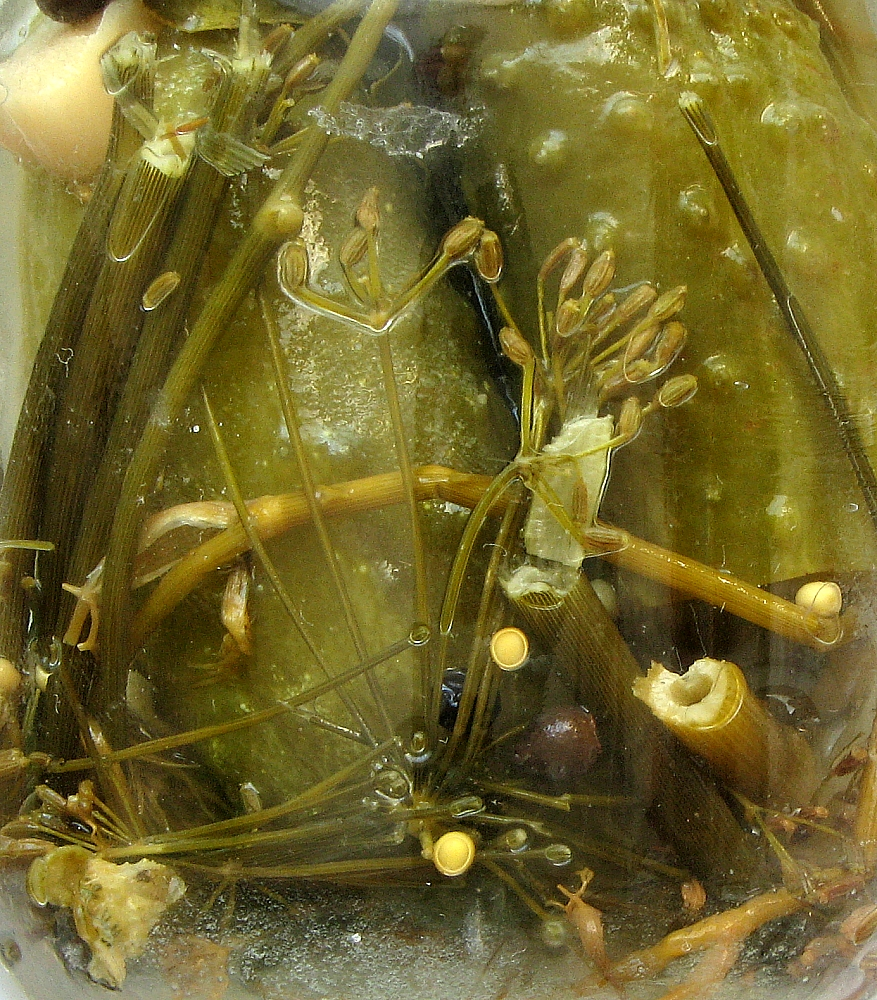
Ogórki kiszone powstają w wyniku fermentacji mlekowej (bakterie mlekowe przekształcają zawarte w ogórkach węglowodany na kwas mlekowy).

- Terapia genowa za pomocą adenowirusaOgórki kiszone powstają w wyniku fermentacji mlekowej (bakterie mlekowe przekształcają zawarte w ogórkach węglowodany na kwas mlekowy).300 p.n.e. lub wcześniej – Chińczycy selekcjonują kultury grzyba kropidlaka w celu wytwarzania artykułów spożywczych: sfermentowanej soi douchi, pasty na bazie sfermentowanej soi, wina ryżowego; później także sosu sojowego[9]
- 1675 – odkrycie mikrobów

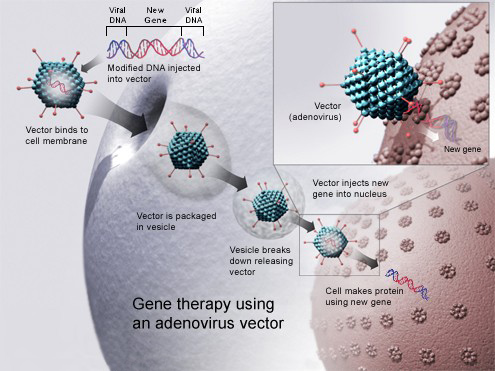
Terapia genowa za pomocą adenowirusa

- 1856 – Grzegorz Mendel odkrywa prawa dziedziczenia
- 1919 – pierwsze użycie słowa biotechnologia przez Karla Ereky'ego – węgierskiego agronoma
- 1953 – James Watson i Francis Crick opisują strukturę DNA[8]
- 1972 – Paul Berg uzyskał pierwszy rekombinowany DNA[10]
- 1975 – opracowanie produkcji przeciwciał monoklonalnych przez Köhlera i Milsteina[8]
- 1980 – scharakteryzowanie nowoczesnej biotechnologii jako technologia rekombinacji DNA[11]

– produkcja insuliny i innych leków w formie ludzkiej w E. coli
– żywy szczep drożdży piwnych Saccharomyces cerevisiae 1026 modyfikuje mikroflorę w przewodzie pokarmowym krów i koni
- 1983 – wynalezienie łańcuchowej reakcji polimerazy[11] (która zrewolucjonizowała biotechnologię) przez zespół Kary’ego Mullisa z kalifornijskiej firmy Cetus
- 1990 – rozpoczęcie Projektu poznania ludzkiego genomu[8]
- 1994 – amerykańska Agencja Żywności i Leków aprobuje pierwszą genetycznie zmodyfikowaną żywność – pomidor FlavrSavr firmy Calgene[8]
- 1996 – narodziny owcy Dolly, pierwszego zwierzęcia sklonowanego z komórek somatycznych (osiągnięcie zespołu Iana Wilmuta w brytyjskim Instytucie Roślin)[8]
- 2000 – opublikowanie wersji roboczej ludzkiego genomu[11]
- 2002 – zsekwencjonowanie DNA pierwszej rośliny uprawnej: ryżu[11]
- 2003 – GloFish pierwsze zmodyfikowane genetycznie zwierzę domowe trafia do sprzedaży. Wyhodowana w celu wykrywania zanieczyszczeń ryba fluoryzuje jasnoczerwono dzięki genowi bioluminescencji[11]

## Podział
Organizacja Współpracy Gospodarczej i Rozwoju przy udziale Unii Europejskiej zaproponowała podział biotechnologii na:
- białą – przemysłową wykorzystującą systemy biologiczne w produkcji przemysłowej i ochronie środowiska. Opiera się ona na biokatalizie i bioprocesach.
- czerwoną – wykorzystywaną w ochronie zdrowia, w szczególności w zakresie produkcji nowych biofarmaceutyków, rozwoju diagnostyki genetycznej, czy terapii genowej i ksenotransplantologii
- zieloną – związaną z rolnictwem i obejmującą metody inżynierii genetycznej w celu doskonalenia produkcji roślinnej i zwierzęcej
- niebieską – związaną z szeroko rozumianą problematyką biotechnologii wód, to znaczy jezior, rzek, mórz i oceanów
- fioletową – związaną z ustawodawstwem dotyczącym biotechnologii (uwarunkowania prawne i społeczne).

Podziały tradycyjne:
- biotechnologia zwierząt
- biotechnologia roślin
- biotechnologia żywności

oraz
- biotechnologia tradycyjna (stosuje naturalne enzymy lub organizmy nie zawierające obcego materiału genetycznego)
- biotechnologia nowoczesna (stosuje organizmy, enzymy i białka zmodyfikowane genetycznie)